# Aleksandrs Grīns
Aleksandrs Grīns, geboren als Jēkabs Grīns, (* 15. August 1895 in Birži bei Jēkabpils; † 25. Dezember 1941 in Astrachan) war ein lettischer Journalist und Schriftsteller.

## Leben
Aleksandrs Grīns diente im Ersten Weltkrieg ab 1916 bei den Lettischen Schützen in der russischen Armee. Im Lettischen Unabhängigkeitskrieg von 1918 bis 1920 beteiligte er sich in der Brigade von Jānis Balodis am lettischen Unabhängigkeitskampf gegen die Bolschewiki und deren Versuche, eine Räterepublik in Lettland zu errichten.
Nach dem Krieg nahm er sein Medizinstudium an der Universität Tartu wieder auf. Nach seiner Rückkehr nach Lettland veröffentlichte er Romane, die unter anderem die mittelalterlichen lettischen Traditionen in Erinnerung bringen sollten. Zudem war er als Journalist tätig. Er leitete das Ressort Außenpolitik in der Redaktion der in Riga erscheinenden Zeitung Brīvā Zeme (Freies Land) des lettischen Bauernbundes.
Während der sowjetischen Okkupation Lettlands wurde Grīns am 14. Juni 1941 als Angehöriger der Lettischen Armee verhaftet, in der Nacht vom 24. auf den 25. Juni aus der LSSR deportiert, im Oktober zum Tode verurteilt und im Dezember in Astrachan exekutiert.

## Werk
In seinem populären und preisgekrönten Werk Der Ring von Nameise (1931) knüpfte Grīns an die mythischen Kämpfe des Führers der Semgallen, Nameise oder Nameitis, gegen den Deutschen Orden an. Einer der Nachfahren Nameises führt in dem Buch den Kampf gegen die Fremdherrschaft unter dem litauischen Großfürstentum im 17. Jahrhundert. In seinem Schulbuch zur Geschichte Lettlands postulierte Grīns die Existenz eines einheitlichen „Altlettland“ schon für das 12. und 13. Jahrhundert. Wie auch bei anderen Autoren der Epoche diente die Semgallen-Verehrung der Unterstützung des autoritären Regimes von Kārlis Ulmanis.
Werkverzeichnis
- Veļi (1919)
- Iz leitnanta Vanaga dienasgrāmatas (1920)
- Krustneša gaitas (1921)
- Pieviltā vīra atriebšanas" un citas noveles (1922)
- Vadonis skuķkopībā. I daļa … (unter dem Pseudonym Homo Grisinbergensis, 1925)
- Septiņi un viens (1926)
- Likteņa varā (1928)
- Nameja gredzens (1928–1931) (Der Ring von Nameise, 1931)
- Dvēseļu putenis (zwei Bände, 1933–1934; 2019 als Blizzard of Souls – Zwischen den Fronten verfilmt)
- Debesu ugunis (unvollendet, 1934)
- Tobago (1934), ein historischer Roman aus der Zeit, als Tobago als „Neukurland“ eine Kolonie des Herzogtums Kurland und Semgallen war
- Latvijas vēsture papildskolām, pamatskolām un pašmācībai (Geschichte Lettlands für Ergänzungsschulen, Grundschulen und das Selbststudium, 1935)
- Pelēkais jātnieks (1937)
- Meža bērni (1938)
- Saderinātie (Trilogie):
  - I daļa Pelēkais jātnieks (1938)
  - II daļa Sarkanais jātnieks (1938)
  - III daļa Melnais jātnieks (1940)
- Trīs vanagi (1938)
- Zemes atjaunotāji (in zwei Bänden):
  - I daļa Meža bērni (1939)
  - II daļa Atdzimusī cilts (1939)
- Pārnākšana (1941)

## Ehrungen
- 1934: Drei-Sterne-Orden
- 1938: Kultūras fonda godalga (Preis der Kulturstiftung)